# Озал, Тургут
Тургу́т Оза́л (тур. и курд. Turgut Özal; 13 октября 1927[…], Малатья — 17 апреля 1993[…], Анкара) — турецкий государственный и политический деятель, президент Турецкой Республики с 1989 по 1993 год, занимавший должность главы партии Отечества и премьер-министра Турции (1983—1989).

## Биография
Родился 13 октября 1927 года в городе Малатья. Его отец — Мехмет Сиддик Озаль, был банковским служащим из Малатьи. Мать — Хафиза Ханым, курдская учительница в начальных классах из города Чемишгезек (провинция Тунджели). Спустя некоторое время семья переезжает в Силифке. В детстве Тургут хотел стать пилотом. Этому помешала травма, полученная при езде верхом, в результате которой он повредил себе руку. В 1931 году семья переезжает в Согут, где Тургут начинает учиться. В связи с деятельностью отца семья часто переезжала, в результате чего Тургут получил полное среднее образование в Мардине. Окончил высшую школу в Конье и в Кайсери. Учился в Стамбульском техническом университете, который закончил в 1950 году, по образованию — инженер-электрик.

## Семья
До 1952 года Озал состоял в недолговечном браке. После развода Озал женится на коллеге по работе Семре Озал. У них было трое детей: Ахмет, Зейнеп, Эфе.

## Начало политической деятельности
С 1950 по 1952 год работал в США. После службы в армии читал лекции в Ближневосточном техническом университете. После возвращения на родину работал в различных государственных учреждениях и на предприятиях частного сектора, постепенно поднимаясь по служебной лестнице.
Государственную службу начал в министерстве энергетики и природных ресурсов. В 1958—1959 годах участвовал в разработке первого пятилетнего плана экономического и социального развития Турции. В 1960—1961 годах работал в научно-консультационном совете министерства обороны. В 1966—1971 годах возглавлял государственную плановую комиссию. С 1971 года работал в США, в аппарате Международного банка реконструкции и развития.
В 1979 году назначен экономическим советником премьер министра С. Демиреля и исполняющим обязанности руководителя Государственной плановой организации.
14 сентября 1980 года стал заместителем премьер-министра Б. Улусу по экономическим вопросам. 14 июля 1982 года ушёл с этой должности в связи с финансовым скандалом. 20 мая 1983 года основал партию «Партия Отечества». Характеризуя вновь созданную партию, её лидер заметил: «Мы консерваторы в вопросах морали, либералы в экономике и прогрессисты в том, что касается социальной справедливости». На парламентских выборах 1983 года его партия получила 211 мест из 400 возможных. Т. Озал стал сорок пятым премьер-министром Турции. На выборах 1987 года его партия получила 292 депутатских места и Озал вновь занял пост премьер-министра.

## Неудачное покушение
18 июня 1988 года в спортивном салоне «Ататюрк» на съезде «Партии Отечества» Картал Демираг совершил покушение на жизнь Озала, выстрелив два раза и ранив президента в руку. В результате перестрелки 18 человек было ранено. Среди раненых была министр Имрен Айкут. Картал Демираг был приговорён к смертной казни, которая позже была заменена 20 годами тюрьмы. Во время своего президентства Озал простил Картала Демирага.

## Президентство
Впервые в истории Турции на выборах было необходимо провести второй тур. В первом туре Тургут Озал получил 247 голосов, а его противник Фетхи Челикбаш получил 18 голосов. Во втором туре Тургут Озал набрал 256 голосов, а его противник получил 17 голосов.
9 ноября 1989 года Тургут Озал официально стал восьмым президентом Турции. Самым значимым событием в регионе во время его президентства стал захват Кувейта Ираком; Т. Озал считал Саддама Хусейна опасностью для Турции. В этом отношении Озал активно поддерживал политику США. Когда Озал захотел ввести войска в Мосул и Киркук, Верховный Главнокомандующий Турции Неджип Торумтай досрочно вышел в отставку.
После распада СССР Озал стал налаживать связи со странами Центральной Азии и Азербайджаном. Озал также выдвинул концепции внешней политики, вследствие которой Турция должна была стать региональным лидером. Тургут Озал в экономике продолжал политику Аднана Мендереса. Благодаря его реформам Турция достигла высочайших экономических успехов. Был сторонником свободной рыночной экономики.

## Конец жизни
17 апреля 1993 года сразу после визита в Азербайджан Тургут Озал неожиданно умер от инфаркта.
На похороны собралось очень много людей из всех областей Турции. Траурная церемония транслировалась в прямом эфире. Ожидалось прибытие Джорджа Буша-старшего. Озал завещал похоронить его в Стамбуле, чтобы «до конца света находиться под духовным покровительством Мехмета Фатиха». Могилы Озала и Мендереса находятся недалеко друг от друга. В ноябре 1996 года турецкие СМИ опубликовали видео, где лидер курдских сепаратистов говорил, что Озала отравили турецкие спецслужбы, так как 15 апреля 1993 года он договорился с курдами об урегулировании вооружённого конфликта и собирался публично объявить об этом именно 17 апреля. Вдова президента потребовала пересмотра дела, однако её обращение осталось без последствий.
2 октября 2012 года в Стамбуле приступили к эксгумации останков Тургута Озала с целью поиска в них яда. 2 ноября было объявлено, что в ходе лабораторных исследований останков тканей Тургута Озала турецкие медики обнаружили следы редкого ядовитого вещества — стрихнина-кератина, и пришли к выводу, что Озал был им отравлен. Информация о стрихнине не была подтверждена официально. В середине декабря 2012 стало известно, что в останках политика было обнаружено сразу 4 вида вредных веществ — америций, полоний, кадмий и ДДТ.

## Афоризмы Озала
Мой чиновник знает своё дело.
Самое обсуждаемое выражение Озала. Сам он отрицал, что когда-либо высказывал подобное. Но пресса очень часто преподносила это выражение как цитату. Озал обвинял прессу в безответственности и во лжи.
Я люблю богачей.
Железная дорога — дело коммунистов.

## «Моя бабушка курдянка, я — тоже курд»
Озал всегда поддерживал основы курдской идентичности. Он стремился разрешить вопрос Северного (Турецкого) Курдистана в рамках устройства Турецкой Республики и сделать Турцию партнёром западного мира. Он проводил много работы для вступления в Европейский союз. Озал поддерживал отношения с США во время своего президентства. На его похоронах собралась тысячи людей.
Озал предпринимал смелые шаги для решения самой большой проблемы Турции — курдского вопроса. Он вел тайные переговоры с Рабочей партией Курдистана с целью объявления РПК о прекращении огня. По его просьбе РПК предпринимает некоторые шаги. С турецкой стороны против Озала была организована большая оппозиция. Турецкая армия не хотела успеха Озала и делала всё возможное, чтобы его предотвратить, в частности, устраивала теракты. Озал был однажды ранен в руку. Ему приходилось идти по пути армии и закреплять решения, которые армия приняла для Курдистана. Так, были созданы охранные силы (тур. Koruculuk sistemi) и OHAL (тур. Olağanüstü Hal) против курдского движения, а также эвакуация курдских деревень и депортация мирных жителей из Турецкого Курдистана в западную Турцию.

## Память
- В Алма-Ате (Казахстан) есть улица Тургута Озала (бывшая улица Баумана).
- В 2019 году в биографической фильме "Cep Herkülü: Naim Süleymanoğlu" в роли Озала снялся актер Барис Киралиоглу.